# Trøndelag Setentrional
Trøndelag Setentrional (em norueguês: Nord-Trøndelag) foi um condado que atualmente faz parte da região de Trøndelag, no centro da Noruega. Sua área é de 22 412 km² e sua população é de 130 192 habitantes. O condado fazia fronteira com os condados de Nordlanda a norte e Trøndelag Meridional a sul.        

## Comunas
- Flatanger
- Fosnes
- Frosta
- Grong
- Høylandet
- Inderøy
- Leka
- Lierne
- Leksvik
- Levanger
- Meråker
- Mosvik
- Namdalseid
- Namsos
- Nærøy
- Namsskogan
- Overhalla
- Røyrvik
- Stjørdal
- Snåsa
- Steinkjer
- Verdal
- Vikna
- Verran